# Beta-N-acetilglucosaminilglicopeptide beta-1,4-galattosiltransferasi
La beta-N-acetilglucosaminilglicopeptide beta-1,4-galattosiltransferasi è un enzima appartenente alla classe delle transferasi, che catalizza la seguente reazione:
UDP-galattosio + N-acetil-β-D-glucosamminilglicopeptide ⇄ UDP + β-D-galattosil-1,4-N-acetil-β-D-glucosamminilglicopeptide
I residui N-acetil-β-D-glucosamminili terminali dei  polisaccaridi, delle glicoproteine e dei glicopeptidi possono agire come accettori. Sì è osservata elevata attività dell'enzima per quei residui situati nei polisaccaridi a catena ramificata, quando sono uniti al galattosio da legami β-1,6, mentre si è notata minore attività per i residui uniti al galattosio da legami β-1,3. È un componente della lattosio sintasi (numero EC 2.4.1.22).